# Meša Selimović
Meša Selimović (în sârbă Меша Селимовић; n. 26 aprilie 1910, Tuzla, Austro-Ungaria – d. 11 iulie 1982, Belgrad, RS Serbia, RSF Iugoslavia) — scriitor sârb din Bosnia și Herțegovina, una dintre cele mai semnificative figuri în literatura sârbă a secolului al XX-lea. Principalele sale opere, romanele istorico-filozofice Dervișul și moartea și Cetatea, sunt strâns legate de Bosnia și Herțegovina și cultura unei părți a populației din provincia otomană Bosnia. Temele centrale ale lucrărilor sale sunt relațiile dintre individualitate și autoritate, viață și moarte, precum și alte probleme existențiale.

## Biografie
Meša Selimović s-a născut la 26 aprilie 1910 în orașul Tuzla, unde a absolvit școala primară și gimnaziul. În 1930 Meša a plecat la Belgrad, unde a studiat limba sârbocroată și literatura iugoslavă la Facultatea de Filosofie a Universității din Belgrad. Între 1934 și 1941 a fost profesor la Școala Civilă, iar din 1936 și la Gimnaziul Real din Tuzla. În primii doi ani ai războiului, Selimović a trăit în Tuzla, unde a fost arestat în 1943 sub suspiciunea de colaborare cu partizanii. Tot în 1943 s-a mutat în teritoriile eliberate și s-a alăturat Partidului Comunist Iugoslav, devenind comisar politic al Detașamentului Partizan din Tuzla. În timpul războiului fratele lui Selimović, de asemenea comunist, a fost executat fără proces ca membru al detașamentului partizan. Scrisoarea lui Meša în apărarea propriului frate nu a avut niciun rezultat. Această tragedie, care l-a rănit profund pe Selimović, a fost mai târziu dezvoltată literar în romanul său „Dervișul și moartea”, în care personajul principal, Ahmed Nuruddin, eșuează în încercarea de a salva fratele capturat de la o moarte inevitabilă.
După război, Selimović a rămas puțin timp la Belgrad, iar în 1947 s-a mutat la Sarajevo, unde a devenit profesor la Școala Pedagogică Superioară și lector la Facultatea de Filosofie. Ulterior, Selimović a lucrat ca director artistic la studioul cinematografic „Bosna film”, a condus montări dramatice la Teatrul Național și a fost redactor-șef al editurii „Svjetlost”. Din cauza conflictelor periodice cu politicienii și intelectualii locali, s-a pensionat și s-a întors la Belgrad în 1971, unde a rămas până la moartea sa la 11 iulie 1982.
Într-o scrisoare din 1976 către Academia Sârbă de Științe și Arte, Selimović susținea că, deși provenea dintr-o familie musulmană respectată (pe care o onora), el se considera sârb ca naționalitate și se vedea pe sine ca scriitor sârb. Selimović a fost ales președinte al Uniunii Scriitorilor din Iugoslavia și, din 1971, a devenit doctor honoris causa al Universității din Sarajevo. În 1967 Selimović a primit simultan trei premii prestigioase: Negoș, Goran și premiul revistei „NIN”.

## Opere și recunoaștere
Selimović și-a început activitatea literară destul de târziu. Prima sa carte, un volum de povestiri intitulat „Prva četa” (Primul detașament), a fost publicată în 1950, iar cel de-al doilea volum, romanul „Tamnica” (Închisoarea), abia în 1961. Cărțile următoare, „Tuđa zemlja” (Pământ străin, 1962) și „Magla i mjesečina” (Ceață și lumină de lună, 1965), nu au primit o recunoaștere largă. Operele lui Meša Selimović sunt caracterizate de tradiția narativă europeană, apropiată atât de Dostoievski, cât și de moderniștii secolului XX. Cu toate acestea, Selimović a reușit să creeze un mod propriu de a reprezenta realitatea, care este dificil de încadrat într-o anumită școală literară. 
Cu toate acestea, romanul său „Derviš i smrt”(Dervișul și moartea,1966), a fost larg apreciat ca o capodoperă. Romanul „Dervișul și moartea” a fost scris ca reacție la regimul politic al lui Iosip Broz Tito, caracterizat prin arestări politice și represiuni. Acțiunea romanului are loc în Sarajevo din secolul al XVIII-lea, sub stăpânirea otomană, și reflectă propriul chin al lui Selimović în legătură cu execuția fratelui său; povestea vorbește despre inutilitatea rezistenței unui om împotriva unui sistem opresiv și despre schimbarea care are loc în acel om după ce devine parte a sistemului respectiv. Unii critici l-au comparat cu Procesul al lui Kafka. Romanul a fost tradus în multe limbi, inclusiv în engleză, rusă, germană, franceză, italiană, turcă și arabă. Fiecare capitol al romanului începe cu o citare din Coran, primul fiind: „În numele lui Dumnezeu, Cel Milostiv, Cel Îndurător.” Scriitorii din Bosnia și Herțegovina au propus ca romanul „Dervișul și moartea” să fie candidat pentru Premiul Nobel pentru Literatură.
Al doilea roman al lui Selimović, „Tvrđava” („Cetatea”), a fost publicat în 1970. Al doilea roman al lui Selimović, „Tvrđava” („Cetatea”), a fost publicat în 1970. Acțiunea acestuia readuce cititorul în vremuri de mult apuse, de data aceasta în secolul al XVII-lea. Această poveste este incomparabil mai optimistă, plină de credință în iubire, contrastând cu sentimentele de singurătate și teama de viitor din „Dervișul și moartea”. Cetatea din roman este atât un obiect fizic, cât și un simbol, reprezentând „fiecare om, fiecare comunitate de oameni, fiecare ideologie”, închisă în sine. Ieșirea din cetate este simultan și o intrare în viață, o naștere a personalității, o posibilitate de întâlnire cu alte individualități și de cunoaștere a valorilor umane. Iubirea în acest roman, la fel ca în „Dervișul...”, este înțeleasă ca un pod ce leagă oamenii între ei, indiferent de diferențele de credințe, convingeri și ideologii. 
Romanele ulterioare, „Ostrvo” („Insula”), 1974, și „Krug” („Cercul”), publicat postum în 1984, nu au mai avut aceeași forță expresivă și originalitate a imaginilor ca primele două romane ale lui Selimović. 
De asemenea, a scris o carte despre reformele ortografice ale lui Vuk Karadžić, intitulată Pentru și împotriva lui Vuk (Za i protiv Vuka), precum și autobiografia sa, Amintiri. Poopak NikTalab îl prezintă ca unul dintre cei trei pionieri ai literaturii pentru copii și tineret din Balcani între 1950 și 1980 (alături de Šukria Pandžu și Iskandar Klovnić), care au jucat un rol important în dezvoltarea literaturii pentru copii și tineret din Bosnia.

## Opere
- Prva četa (Primul detașament) (1950, carte de povestiri)
- Tuđa zemlja (Pământ străin) (1957, carte de povestiri și scenariu de film)
- Noć i jutra (Noapte și zori) (1958, scenariu de film)
- Tišine (Liniști) (1961, roman)
- Magla i mjesecina (Ceață și lumina lunii) (1965, roman)
- Eseji i ogledi (Esuri și reflecții) (1966)
- Derviš i smrt (Dervișul și moartea) (1966, roman istoric)
- Za i protiv Vuka (Pro și contra Vuk Karadžić) (1967, eseu)
- Tvrđava (Cetatea) (1970, roman istoric)
- Ostrvo (Insula) (1974, roman)
- Krug (Cercul) (1983, roman neterminat)